# Ladislavová vyvieračka
Ladislavová vyvieračka (też: Prameň Svätého Ladislava; pol. Źródło Świętego Władysława) – źródło krasowe w Krasie Słowacko-Węgierskim.

## Położenie
Znajduje się na wysokości 422 m n.p.m. na skraju kompleksu łąk (pastwisk) położonego we wschodniej części Płaskowyżu Jasowskiego, ok. 2,5 km na zachód od wsi Debraď w powiecie Koszyce-okolice. Leży w granicach Parku Narodowego Kras Słowacki.

## Charakterystyka
Jest źródłem o niewielkiej wydajności, lecz o stosunkowo stałym wypływie. Woda, pochodząca z warstw masywnych, jasnoszarych wapieni triasowych, tzw. wettersteinskich, wycieka w niewielkim zagłębieniu gruntu, jest ujęta w kamienne obmurowanie. Zasila usytuowane nieco niżej koryta, stanowiące wodopój dla wypasanego w okolicy bydła. Poniżej źródła stoi murowany domek myśliwski.

## Nazwa
Nazwa źródła ma pochodzić z czasów, gdy król Węgier Władysław I, późniejszy święty, trafił tu ze swoją świtą. Bezskutecznie poszukiwali wody, która według legendy miała wytrysnąć dopiero spod kopyta królewskiego konia. Tuż powyżej źródła zbudowano później kościół pw. Św. Władysława, na którego miejscu znajduje się obecnie tzw. Rastlinný kostol sv. Ladislava.

## Turystyka
Rejon źródła jest od dawna licznie odwiedzany z uwagi na sakralne znaczenie pozostałości historycznego kościoła św. Władysława. Wyprowadza tu dobra droga leśna ze wsi Debraď. Obok źródła znajduje się skrzyżowanie znakowanych szlaków turystycznych. Zielone znaki z Moldavy nad Bodvou do Hačavy krzyżują się tu z żółtymi znakami z Jasova do Drienovskich kúpeli. Przebiega tędy również szlak rowerowy Debraď – Hačava.